# Санита (Болоња)
Санита (итал. Sanità) је насеље у Италији у округу Болоња, региону Емилија-Ромања.
Према процени из 2011. у насељу је живело 87 становника. Насеље се налази на надморској висини од 9 м.